# Первомайский пивоваренный завод
Первомайский пивоваренный завод — предприятие пищевой промышленности в городе Первомайск Николаевской области Украины.

## История
Голтянский пивоваренный завод был построен в 1870 - 1880 годы и начал работу в 1880 году в селе Голта Ананьевского уезда Херсонской губернии Российской империи. Изначально это было небольшое предприятие с паровой машиной и 40 работниками, в дальнейшем их количество увеличилось - до 90 человек в 1909 году.
После начала первой мировой войны в Российской империи был введён сухой закон и положение предприятия осложнилось. 1 мая 1919 года село Голта, местечко Богополь и город Ольвиополь были объединены в город Первомайск.
После окончания гражданской войны завод был восстановлен и в 1924 году возобновил работу. В мае 1924 году на предприятии начали производить солод, с 1 мая 1926 года вновь стали варить пиво. В ходе индустриализации 1930х годов завод был реконструирован и в 1937 году завершил вторую пятилетку с перевыполнением объёмов производства.
В ходе Великой Отечественной войны 3 августа 1941 года город был оккупирован немецко-румынскими войсками, 22 марта 1944 года - освобождён советскими войсками. К концу 1944 года пивоваренный завод возобновил работу.
В 1967 году за производственные достижения (досрочное выполнение плановых объёмов производства к 12 декабря) пивоваренный завод был награждён памятным Красным знаменем Коммунистической партии Украины и Николаевского облисполкома.
После завершения технического перевооружения в 1983 году производственная мощность завода была увеличена до 1 млн. декалитров. 
В целом, в советское время завод входил в число ведущих предприятий города.
После провозглашения независимости Украины государственное предприятие было преобразовано в закрытое акционерное общество. В 2000 году завод остановил производство, 19 января 2001 года часть предприятия была продана фирме "Панас".
В июле 2004 года хозяйственный суд Николаевской области возбудил дело о банкротстве завода.

## Продукция
Завод выпускал светлое и тёмное пиво нескольких сортов.